# Gelijkenis van het koninklijke bruiloftsmaal
De gelijkenis van het koninklijke bruiloftsmaal is een parabel die volgens het Evangelie volgens Matteüs 22:1-14 en het Evangelie volgens Lucas 14:15–24 in het Nieuwe Testament werd verteld door Jezus.

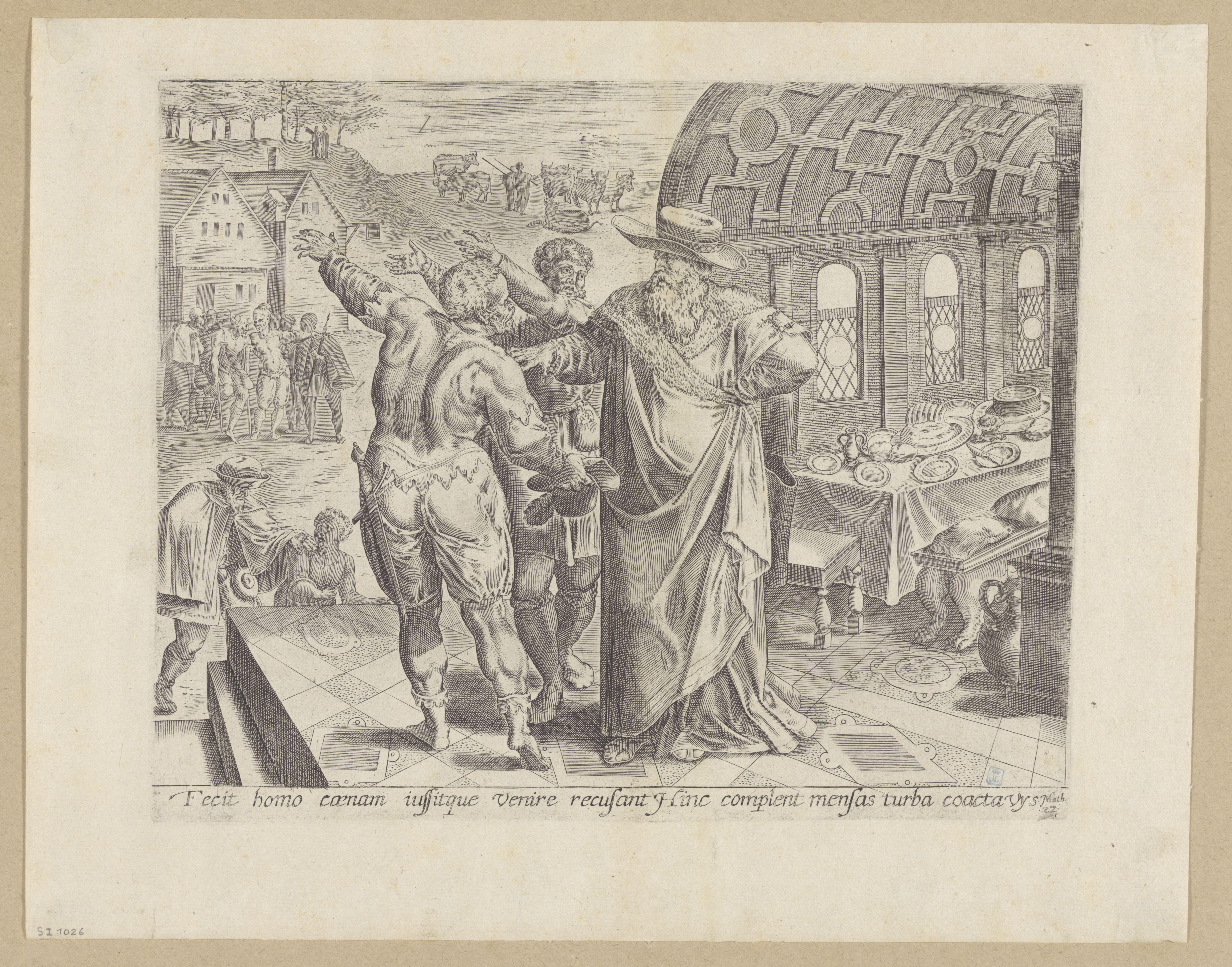
De gelijkenis van het koninklijke bruiloftsmaal, 1585, Ambrosius Francken (I), S.I 1026, Koninklijke Bibliotheek van België

## Verhaal
Jezus zei dat het koninkrijk van de hemel gelijk is aan een koning die voor zijn zoon een bruiloft aanrichtte. Hij stuurde zijn slaven naar de genodigden, maar zij wilden niet komen. Daarom stuurde hij nogmaals slaven om te vertellen dat hij een maaltijd had aangericht, waarvoor hij vetgemeste dieren had geslacht en alles al klaar stond. Maar zij negeerden deze oproep en gingen door met hun dagelijks werk. Anderen grepen zelfs de slaven, mishandelden en doodden hen. De koning werd woedend en stuurde zijn leger om de moordenaars te doden. Vervolgens liet hij zijn slaven iedereen uitnodigen die ze maar tegenkwamen.
Toen de bruiloftszaal vol lag met gasten, kwam de koning binnen. Hij zag iemand die geen bruioftskleed aanhad en vroeg hem hoe dat kwam. De gast had hierop geen antwoord. De koning liet zijn bedienden de gast aan handen en voeten binden en hem naar buiten, in de duisternis werpen, waar men jammert en tandenknarst. "Velen zijn geroepen, maar slechts weinig uitverkoren."

## Interpretatie
In Matteüs 21:23 staat vermeld dat de opperpriesters en de oudsten van  het volk naar Jezus kwamen en hem vroegen naar zijn bevoegdheid en wie hem deze bevoegdheid heeft gegeven. Hierop antwoordt Jezus met twee gelijkenissen: de gelijkenis van de twee zonen en de gelijkenis van de slechte pachters. In Matteüs 22:1 staat 'gelijkenissen' in het meervoud. De gelijkenis van het koninklijke bruiloftsmaal is dan het derde antwoord op de genoemde vraag.
De 'bruiloft' is een beeld van de vreugdevolle gemeenschap met God in zijn Koninkrijk en het opgaan naar dit feest is dus ingaan in het Koninkrijk.
Dat er anderen worden uitgenodigd nadat de eerder uitgenodigden weigerden te komen, loopt vooruit op de verkondiging van het evangelie aan de heidenen.
Het gedeelte over de persoon zonder bruiloftskleed ontbreekt in Lucas. De man zonder feestkleed  is evenals de anderen geroepen. Hij bleef niet thuis zoals de aanzienlijken, maar toch ontbreekt ook bij hem het respect voor de gastheer en de aard van het feest (een bruiloft). De rijken hadden wat beters te doen, deze man kwam wel, maar toont evenmin respect, waardoor hij hetzelfde lot deelt als de weigeraars.
Deze man zonder feestkleed wordt gebonden aan handen en voeten, zodat hij geen verweer kan bieden en geworpen in de buitenste duisternis. De buitenste duisternis is de plaats die zover mogelijk van het licht verwijderd is. Volgens F.W. Grosheide is dat de rampzaligheid, want waar God is, daar is licht.
Het bruiloftskleed staat voor reinheid en heiligheid. De bruiloftsgasten zijn hierdoor te herkennen en lopen er anders bij dan de mensen die niet zijn gekomen.